# 丽江梅花草
丽江梅花草（学名：Parnassia lijiangensis），为卫矛科梅花草属下的一个植物种。其种加词“lijiangensis”意为“云南丽江的”。